# Seznam toledských biskupů a arcibiskupů
Toto je seznam biskupů a arcibiskupů toledské (arci)diecéze ve Španělsku.

## Toledští biskupové (do r. 646)
- ca 300 : Melancio, první známý biskup, autor „Života sv. Severa mučedníka“.
- 325–335 : Patruino
- 335–345 : Toribio
- 345–355 : Quinto
- 355–365 : Vicente
- 356–375 : Paulato
- 375–385 : Natal z Toleda
- 385–395 : Audencio, autor spisu De fide adversus haereticos.
- 395–412 : Asturio de Toledo. později biskup v Complutum
- 412–427 : Isicio
- 427–440 : Martin z Toleda
- 440–454 : Castino
- 454–467 : Campeyo
- 467–482 : Sinticio
- 482–494 : Praumato
- 494–508 : Pedro I. z Toleda
- ?–ca 520 : Celso z Toleda
- 521–531 : Montano z Toleda
- ? - ? : Julián I z Toleda
- ? - ? : Bacauda
- ? - ? : Pedro II. z Toleda
- asi 574 – asi 589 : Eufemio z Toleda
- ? - ? : Exuperio z Toleda
- ? - ? : Adelfio z Toleda
- ? - ? : Conancio z Toleda
- ca 603–615 Aurasio
- 615–633 : sv. Eladio z Toleda
- 633–636 : Justo z Toleda
- 636-646 : Eugenio II. z Toleda

## Arcibiskupové Toledští (od r. 646)
- 646–657 : sv. Eugenio III. z Toleda
- 657–667 : sv. Ildefons z Toleda, učitel církve
- 667–680 : Quirico z Toleda
- 680–690 : sv. Julián II. z Toleda, autor spisu Historia Rebellionis Pauli adversus Wambam.
- 690–693 : Sisberto z Toleda
- 694-asi 700 Félix ze Sevilly
- asi 700–710 Gunderic z Toleda
- asi 710- ? : Sindered
- ? - ? : Suniered
- ? - ? : Concordius z Toleda
- 745–754 : Cixila
- 754-asi 800 Elipando z Toleda
- ? – asi 828 : Gumesindo z Toleda
- ? – asi 858 : Wistremir
- .. . asi 858 : Sv. Eulogius z Córdoby
- 859 – asi 892 Bonito z Toleda
- 892-926 : Juan z Toleda
- ? - ? : Ubayd Allah ben Qasim
- 1058-asi 1080 Pascual z Toleda
- 1086–1124 : Bernard de Sédirac
- 1124-1152 : Raymond de Sauvetat
- 1152-1166 : Juan ze Segovie
- 1167–1180 : Cerebruno
- 1181–1182 : Pedro de Cardona (kardinál)
- 1182-1191 : Gonzalo Pérez
- 1192–1208 : Martín López de Pisuerga
- 1209–1247 : Rodrigo Jiménez de Rada
- 1247-1248 : Juan de Medina de Pomar
- 1249–1250 : Gutierre Ruiz Dolea
- 1251–1261 : Sancho Kastilský (1261)
- 1262–1265 : Domingo Pascual
- 1266–1275 : Sancho Aragonský, syn Jakuba Dobyvatele
- 1276-1280 : Fernando Rodríguez de Covarrubias
- 1280–1299 : Gonzalo García Gudiel
- 1299–1310 : Gonzalo Díaz Palomeque
- 1310–1319 : Gutierre Gómez de Toledo
- 1319–1328 : Jan Aragonský (1334)
- 1328–1338 : Jimeno Martínez de Luna y de Alagón
- 1338–1350 : Gil de Albornoz
- 1351–1353 : Gonzalo de Aguilar
- 1353–1362 : Vasco Fernández de Toledo
- 1362–1375 : Gómez Manrique
- 1377–1399 : Pedro Tenorio
- 1399–1406: Sede vacante – administrátor Juan de Illescas.
- 1406–1414 : Pedro de Luna y Albornoz, synovec avignonského vzdoropapeže Benedikta XIII.
- 1415–1422 : Sancho de Rojas
- 1423–1434 : Juan Martínez de Contreras
- 1434–1442 : Juan de Cerezuela
- 1442–1445 : Gutierre Álvarez de Toledo
- 1446–1482 : Alonso Carrillo de Acuña
- 1482–1495 : kardinál Pedro González de Mendoza
- 1495–1517 : kardinál Francisco Jiménez de Cisneros
- 1517–1521 : Guillermo de Croy
- 1523–1534 : Alonso de Fonseca y Ulloa
- 1534–1545 : Juan Pardo Tavera
- 1545–1557 : Juan Martínez Silíceo
- 1558–1576 : Bartolomé Carranza y Miranda
- 1577–1594 : kardinál Gaspar de Quiroga y Vela
- 1595–1598 : kardinál Albrecht VII. Habsburský
- 1598–1599 : García Loaysa y Girón
- 1599–1618 : kardinál Bernardo de Sandoval y Rojas
- 1620–1641 : Ferdinand Španělský
- 1645 : Gaspar de Borja y Velasco
- 1646–1665 : Baltasar Moscoso y Sandoval
- 1666–1677 : Pascual de Aragón
- 1677–1709 : Luis Manuel Fernández Portocarrero
- 1710 : Antonio Ibáñez de la Riva Herrera
- 1715–1720 : Francisco Valero y Losa
- 1720–1724 : Diego de Astorga y Céspedes
- 1735–1754 : Ludvík Antonín Bourbonský (bratr krále Karla III.)
- 1755–1771 : Luis Fernández de Córdoba
- 1772–1800 : Francisco Antonio de Lorenzana
- 1800–1823 : Luis María de Borbón y Vallabriga (morganatický syn Ludvíka Antonína Bourbonského)
- 1824–1836 : Pedro Inguanzo Rivero
- 1836–1849 : 'Sede vacante'
- 1849–1857 : Juan José Bonel y Orbe
- 1857–1872 : Cirilo Alameda y Brea, OFM
- 1875–1884 : Juan Ignacio Moreno y Maisanove
- 1885–1886 : Ceferino González y Díaz-Tuñón, OP
- 1886–1891 : Miguel Payá y Rico
- 1892–1898 : Antolín Monescillo y Viso
- 1898–1909 : Bl. Ciriaco María Sancha y Hervás
- 1909–1913 : Gregorio Aguirre García, OFM
- 1913–1920 : Victoriano Guisasola y Menéndez
- 1920–1921 : Enrique Almaraz y Santos
- 1922–1927 : Enrique Reig Casanova
- 1927–1931 : Pedro Segura y Sáenz
- 1933–1940 : Isidro Gomá y Tomás
- 1941–1968 : Enrique Plá y Deniel
- 1969–1971 : Vicente Enrique y Tarancón
- 1971–1995 : Marcelo González Martín
- 1995–2002 : Francisco Álvarez Martínez
- 2002–2008 : Antonio Cañizares Llovera
- 2009-2019 : Braulio Rodríguez Plaza
- 2019- : Francisco Cerro Chaves